# Amphisbaena blanoides
Amphisbaena blanoides este o specie de reptile din genul Amphisbaena, familia Amphisbaenidae, ordinul Squamata, descrisă de Stejneger 1916. Conform Catalogue of Life specia Amphisbaena blanoides nu are subspecii cunoscute.